# Audrys Bačkis
Audrys Juozas kardinál Bačkis (* 1. února 1937 Kaunas, Litva) je litevský římskokatolický kněz, vilniuský emeritní arcibiskup, diplomat, kanonista a kardinál. Je v pořadí druhým synem diplomata Stasyse Bačkise a učitelky Ony Galvydaitė-Bačkienė.

## Dětství a mládí
V září roku 1938 opustil s rodinou Litvu do Paříže. Studoval ve Francii: v Paříži absolvoval katolické gymnázium, tamtéž vstoupil do kněžského semináře, později na římských vysokých školách; na Papežské Gregoriánské univerzitě studoval teologii, absolvoval roku 1961. 18. března téhož roku byl vysvěcen na kněze, poté pracoval jako duchovní mezi litevskými emigranty v USA. Na Lateránské univerzitě získal roku 1964 doktorát z kanonického práva.

## V diplomatických službách Vatikánu
V roce 1964 vstoupil do diplomatických služeb Vatikánu. Jako sekretář nunciatury působil na Filipínách (1964 – 1965), v Kostarice (1966 – 1968), Turecku (1969 – 1970) a Nigérii (1971 – 1973). Od roku 1973 bylo jeho působení spojené s Radou pro veřejné záležitosti církve při státním sekretariátu. Byl mj. delegátem Svatého stolce na vídeňské konferenci OSN v roce 1975 a od roku 1979 zástupcem sekretáře Rady pro veřejné záležitosti církve. V letech 1979 až 1988 přednášel na Lateránské univerzitě církevní diplomacii. Dne 5. srpna 1988 byl jmenován nunciem v Nizozemsku, biskupské svěcení přijal z rukou papeže Jana Pavla II. 4. října 1988.

## Arcibiskup
Dne 24. prosince 1991 byl jmenován arcibiskupem ve Vilniusu v nově založeném vilniuském arcibiskupství. V čele Konference biskupů Litvy stál v letech 1993 až 1999 a také v letech 2002 až 2005. V současné době je místopředsedou litevské biskupské konference. V říjnu 1999 se arcibiskup Bačkis účastnil druhého zasedání světové synody biskupů věnované církvi v Evropě.
Kardinálem ho jmenoval papež Jan Pavel II. při konzistoři 21. února 2001.
Po dosažení věku 75 let Audrys Bačkis dne 4. dubna 2013 podle litevského církevního práva odstoupil (abdikoval) z funkce arcibiskupa. Funkci po něm převzal Gintaras Grušas (* 23. září 1961) dne 5. dubna 2013, který do úřadu nastoupil 23. dubna téhož roku..